# オルニダゾール
オルニダゾール（英：Ornidazole）は原虫感染症の治療に用いられる抗生物質である:1368。合成ニトロイミダゾールであり、2-メチル-5-ニトロイミダゾールとエピクロルヒドリンとの酸触媒反応から商業的に得られる。オルニダゾールはクロロセクニダゾールにほかならない。
抗菌スペクトルはメトロニダゾールに類似しており、忍容性も高い:1368。しかし、有効性が相対的に低いことが懸念される。
最初にトリコモナス症の治療に導入され、後に幅広い抗寄生虫及び抗嫌気性菌への活性が認知されるようになった:1261。腸切除後のクローン病への使用も検討されている。